# Cimolesta
Cimolesta – rząd lub takson o randze wyższej od rzędu ssaków żyworodnych z grupy Eutheria. W zależności od przyjmowanej klasyfikacji żyły od późnej kredy do wczesnego miocenu, lub też żyją do dziś (jeśli należą do nich łuskowce – patrz niżej).

## Systematyka
Rose (2006) przyjął następującą klasyfikację taksonów zaliczanych przez niego do Cimolesta (klasyfikacja ta jest zmodyfikowaną wersją klasyfikacji przyjętej przez McKennę i Bell, 1997)
- Cimolesta
  - Rodzina: †Didymoconidae
  - Rodzina: †Wyolestidae
  - Rząd: †didelfodonty (Didelphodonta)
    - Rodzina: †Palaeoryctidae
    - Rodzina: †Cimolestidae

  - Rząd: †apatoteria (Apatotheria)
    - Rodzina: †Apatemyidae

  - Rząd: †teniodonty (Taeniodonta)
    - Rodzina: †stylinodonty (Stylinodontidae)

  - Rząd: †tilodonty (Tillodonta)
    - Rodzina: †Esthonychidae (= Tillotheriidae)

  - Rząd: †pantodonty (Pantodonta)
    - Rodzina: †Harpyodidae
    - Rodzina: †Bemalambdidae
    - Rodzina: †Pastoralodontidae
    - Rodzina: †Pantolambdidae
    - Rodzina: †Titanoideidae
    - Rodzina: †Barylambdidae
    - Rodzina: †Cyriacotheriidae
    - Rodzina: †Pantolambdodontidae
    - Rodzina: †Coryphodontidae

  - Rząd: †Pantolesta
    - Rodzina: †Pantolestidae
    - Rodzina: †Pentacodontidae
    - Rodzina: †Paroxyclaenidae
    - Rodzina: †Ptolemaiidae

  - Rząd: Pholidota
    - Rodzina: †Eomanidae
    - Rodzina: †Patriomanidae
    - Rodzina: Manidae
    - ?Podrząd: †Palaeanodonta
      - Rodzina: †Escavadodontidae
      - Rodzina: †Epoicotheriidae
      - Rodzina: †Metacheiromyidae

    - ?Podrząd: †Ernanodonta
      - Rodzina: †Ernanodontidae

McKenna i Bell (1997) oraz Rose (2006) zaliczali tak rozumiane Cimolesta do łożyskowców, a w ich obrębie do grupy Ferae, razem z kreodontami i drapieżnymi. W klasyfikacji McKenny i Bell Cimolesta były rzędem, a najważniejsze wchodzące w ich skład grupy, w tym łuskowce – podrzędami; inni autorzy, w tym Rose, podnoszą je jednak do rangi rzędów. Z szeregu analiz filogenetycznych wynika, że Cimolestes był bazalnym przedstawicielem kladu Eutheria (obejmującego współcześnie żyjące łożyskowce i wszystkie wymarłe ssaki bliżej spokrewnione z nimi niż z torbaczami) nienależącym do kladu Placentalia (grupy koronnej Eutheria, obejmującej ostatniego wspólnego przodka wszystkich żyjących łożyskowców oraz wszystkich jego potomków); tym samym nie był on szczególnie blisko spokrewniony z łuskowcami, drapieżnymi czy jakąkolwiek inną żyjącą grupą łożyskowców. Analiza Rook i Huntera (2014) wskazuje, że także teniodonty były bazalnymi przedstawicielami Eutheria nienależącymi do Placentalia; analiza ta potwierdza bliskie pokrewieństwo teniodontów z Cimolestes. Wzajemne pokrewieństwa tych i innych taksonów zaliczonych przez McKennę i Bell oraz Rose'a do Cimolesta oraz ich pozycja filogenetyczna w obrębie Eutheria pozostają niepewne; Rose (2006) zaznacza, że monofiletyzm Cimolesta nie został jak dotąd przetestowany w drodze analizy filogenetycznej i że nie jest pewne, czy zaliczone przez niego do tej grupy rzędy rzeczywiście są szczególnie blisko spokrewnione. Analiza filogenetyczna Hallidaya, Upchurcha i Goswami (2013) potwierdziła, że Cimolestidae były bazalnymi przedstawicielami Eutheria nienależącymi do Placentalia, nie potwierdziła natomiast ich bliskiego pokrewieństwa z pantodontami.